# Miriam Merad
Miriam Merad, née en 1969 à Paris, est une immunologiste et professeure en immunologie du cancer franco-algérienne. 
Elle est directrice de l'Institut d'immunologie de précision de Mount Sinai School of Medicine à New York. Elle est corécipiendaire du prix William B. Coley en 2018 pour la recherche distinguée en immunologie de base et membre de l'Académie nationale des sciences. 

## Biographie
Miriam Merad  naît en 1969 à Paris, fille de Kheireddine Merad, professeur de cardiologie, et de Rachida Chiali, également professeur de toxicologie. Miriam Merad a fait ses études de médecine à l'université d'Alger et a terminé sa résidence à l'université Paris-Diderot. Elle émigre aux États-Unis, elle s'inscrit à l'université Stanford pour effectuer un doctorat dans le laboratoire d'Edgar Engleman. Elle a été recrutée pour la première fois au Mount Sinai School of Medicine en 2004 et promue au grade de professeur agrégé en 2007 et au poste de professeur titulaire en 2010. Elle a obtenu une chaire dotée en immunologie du cancer en 2014.

## Recherche
Les premières études de Miriam Merad ont été parmi les premières à identifier les mécanismes qui contrôlent le développement et l'identité fonctionnelle des cellules dendritiques résidentes des tissus et des macrophages. Les recherches en cours dans son laboratoire restent axées sur le rôle des cellules dendritiques et des macrophages dans le microenvironnement tumoral et sur la manière dont les tumeurs empêchent les fonctions anti-tumorales normales de ces cellules.

## Distinctions
- Vice-présidente de l'Union internationale des sociétés d'immunologie.
- Membre de la Société américaine d'investigation clinique.
- Prix William B. Coley pour la recherche distinguée en immunologie tumorale.
- Prix Fondation ARC Léopold-Griffuel (18 avril 2024)
- Membre de l'Académie nationale des sciences[3].